# Stuthof
Stuthof – dzielnica miasta Rostock w Niemczech, w kraju związkowym Meklemburgia-Pomorze Przednie.